# Raphaële Andrault
Raphaële Andrault est une philosophe française, chercheuse au CNRS au sein de l'IHRIM (Institut d'Histoire des Représentations et des Idées dans les Modernités, UMR 5317) et récipiendaire de la médaille de bronze du CNRS en 2018. Ses travaux portent sur l’histoire de la philosophie moderne, l’histoire des sciences et de la médecine, l’épistémologie, la métaphysique,,. Elle est co-rédatrice en chef de la Revue de métaphysique et de morale avec Jean-Pascal Anfray. 

## Biographie
Ancienne élève de l’École normale supérieure de Lyon entre 2002 et 2006, Raphaële Andrault obtient l'agrégation de philosophie en 2005. Elle soutient en 2010 une thèse de doctorat sous la direction de Pierre-François Moreau intitulée : « La Vie et le Vivant. Physiologie et métaphysique chez Spinoza et Leibniz. » Elle intègre le CNRS en 2014. Elle soutient en 2023 une habilitation à diriger des recherches en philosophie (Université Paris 1 Panthéon-Sorbonne). 
Raphaële Andrault et Ariane Bayle (Lyon III, IHRIM) co-dirigent depuis 2017 le projet « Archéologie de la douleur » porté par le LabEx COMOD de l'Université de Lyon. Ce projet qui rassemble une équipe de philosophes, médecins et historiens, porte principalement sur la douleur et ses représentations, philosophiques, littéraires et médicales à l'époque moderne. Bien que privilégiant le début de la modernité (XVI-XVIIe siècles), il envisage d'interroger les perceptions actuelles de la douleur. 

## Principales publications

### Ouvrages
- Le Fer ou le Feu. Penser la douleur après Descartes, Paris, Classiques Garnier, coll. "Les Anciens et les Modernes - Études de philosophie", 2024[12].
- Nicolas Sténon, Discours sur l'anatomie du cerveau [édition critique], 154 p., coll. Textes de philosophie, Paris, Classiques Garnier, 2009
- La Vie selon la raison. Physiologie et métaphysique chez Spinoza et Leibniz, 409 p., coll. Travaux de philosophie, Paris, Éditions Honoré Champion, 2014.
- Spinoza/Leibniz. Rencontres, controverses, réceptions (avec Mogens Lærke et Pierre-François Moreau), 365 p., Paris, Presses de l'université Paris-Sorbonne, Travaux et documents, 2014 (recension sur Lectures)
- Médecine et philosophie de la nature humaine de l’âge classique aux Lumières : anthologie (avec Stefanie Buchenau, Claire Crignon, Anne-Lise Rey), 500 p., coll. Textes de philosophie, Paris, Classiques Garnier, 2014
- La Raison des corps. Mécanisme et sciences médicales (1664-1720), coll. Problèmes de la raison, Paris, Librairie philosophique J. Vrin, 2016.

### Articles
- Le médecin de l’Époque moderne face à la douleur (en collaboration avec Ariane Bayle), Pour la Science n°508 - Février 2020
- Spinoza’s Missing Physiology, Perspectives on Science, 27/2, 2019.
- The mind-body problem and the role of pain : cross-fire between Leibniz and his Cartesian readers, British Journal for the History of Philosophy, 26, 2018/n°1.
- Guérir  de  la  folie. La  dispute  sur  la  transfusion  sanguine  (1667-1668), XVIIe siècle, n° 264, 3/2014, p. 509-532. Sur Hal SHS
- Les signes de la douleur chez Cureau de la Chambre : (dé)raison d’une hyperbole, Histoire, médecine et santé, n° 21 (2022)[13].

### Cours en ligne
- Les philosophes et la Bible (en collaboration avec Pierre-François Moreau )[14].
- Les émotions en activités (co-produit par les établissements du Collège des Hautes Études Lyon Sciences, Université de Lyon)[15].

## Colloques et expositions
- Webdocumentaire Le médecin face à la douleur, 16e-18e siècles (en français ou en anglais): https://medecin-et-douleur-16e18e.huma-num.fr/
- Expérience de la douleur et connaissance de soi à l’époque moderne (avec Ariane Bayle) - du 13 au 14 février 2020 à l'IHRIM [16].
- Le médecin face à la douleur 16e-18e siècles (commissaire scientifique avec Ariane Bayle) - du 2 décembre 2019 au 23 février 2020, à la Bibliothèque Universitaire Santé de la faculté de médecine Lyon Est[17].